# Jasmine Trinca
Jasmine Trinca (Roma, 24 de abril de 1981) es una actriz italiana. Comenzó su carrera en 2001, año en el que trabajó en la película de Nanni Moretti titulada La habitación del hijo. En 2004, fue nominada al premio Nastro de plata como mejor actriz por su papel en la película La mejor juventud. Trinca también participó en la controvertida película de Nanni Moretti El caimán (2006).
En 2013 participó en la película Une autre vie, del director Emmanuel Moret, junto a actores como Joey Starr y Virginie Ledoyen.

## Filmografía

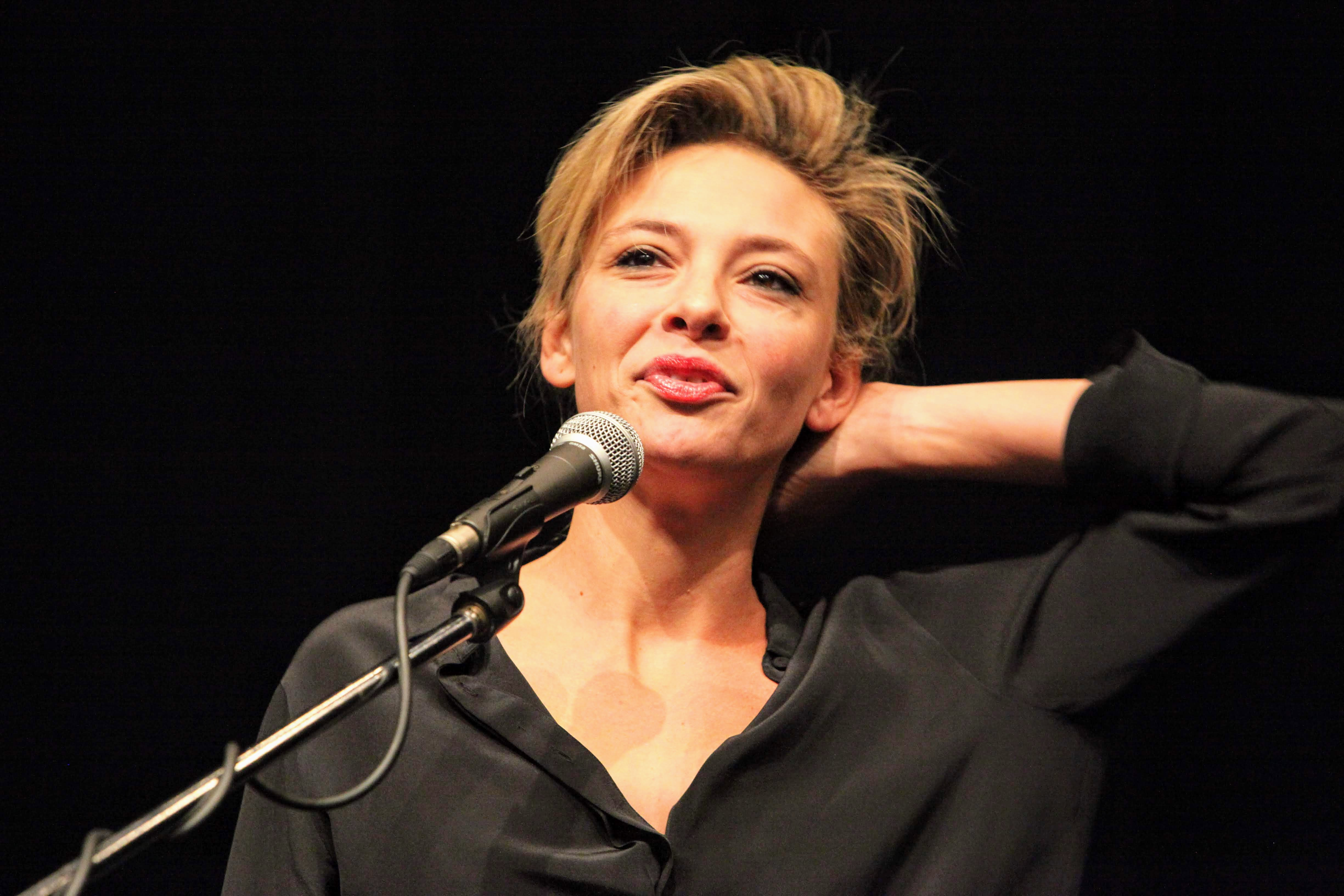
Jasmine Trinca en el Festival Internacional de Cine de Karlovy Vary en 2017

| Año  | Película                      | Papel           | Notas |
| ---- | ----------------------------- | --------------- | --- |
| 2001 | La habitación del hijo        | Irene Sermonti  | Guglielmo Biraghi Award Italian Golden Globe Award for New Star of the Year – Actress Golden Ciak for Best Supporting Actress Nominated—David di Donatello for Best Supporting Actress Nominated—Nastro d'Argento for Best Supporting Actress |
| 2003 | The Best of Youth             | Giorgia Esposti | Nastro d'Argento for Best Actress Nominated—David di Donatello for Best Supporting Actress |
| 2004 | La fuga degli innocenti       | Tilla Nagler    | "Hidden Children" (English title); miniserie |
| 2005 | Manuale d'amore               | Giulia          | |
| 2005 | Cefalonia                     | Elena           | TV movie |
| 2005 | Romanzo criminale             | Roberta         | |
| 2006 | Il caimano                    | Teresa          | Nominated—David di Donatello for Best Supporting Actress Nominated—Golden Ciak for Best Supporting Actress |
| 2007 | Piano, solo                   | Cinzia          | |
| 2008 | The Big Dream                 | Laura           | Marcello Mastroianni Award |
| 2009 | Ultimatum                     | Luisa           | |
| 2011 | Casa de tolerancia            | Julie           | |
| 2012 | Ti amo troppo per dirtelo     | Francesca       | |
| 2013 | There Will Come a Day         | Augusta         | Nominated—David di Donatello for Best Actress |
| 2013 | Miele                         | Irene           | Nastro d'Argento for Best Actress (also for There Will Come a Day) Italian Golden Globe Award for Best Actress Nominated—David di Donatello for Best Actress                                                                                  |
| 2013 | Un autre vie                  | Aurore          | |
| 2014 | Saint Laurent                 | Talitah Getty   | |
| 2015 | The Gunman                    | Annie           | |
| 2015 | Wondrous Boccaccio            | Giovanna        | |
| 2015 | You Can't Save Yourself Alone | Delia           | Nominated—David di Donatello for Best Actress Nominated—Nastro d'Argento for Best Actress |
| 2016 | Tommaso                       | Chiara          | |
| 2017 | Slam: Tutto per una ragazza   | Antonella       | Netflix film |
| 2017 | Lucky                         | Fortunata       | David di Donatello for Best Actress Nastro d'Argento for Best Actress Un Certain Regard Jury Award for Best Performance |
| 2018 | On My Skin                    | Ilaria Cucchi   | Nominated—David di Donatello for Best Supporting Actress |
| 2020 | The Story of My Wife          |                 | Post-production |

## Premios y distinciones
Festival Internacional de Cine de Venecia
| Año  | Categoría                   | Película        | Resultado |
| ---- | --------------------------- | --------------- | --------- |
| 2009 | Premio Marcello Mastroianni | Il grande sogno | Ganadora  |